# The Vertigo of Bliss
The Vertigo of Bliss es el segundo álbum de estudio de la banda escocesa de rock alternativo Biffy Clyro, producido por la banda y Chris Sheldon y publicado el 16 de junio de 2003. Alcanzó el puesto número 48 en la lista de álbumes británica y de él salieron cuatro sencillos. En 2012 se publicó una edición remasterizada deluxe que incluye, además de las trece pistas originales, las cara B de los sencillos.

## Portada
El diseño de la portada de The Vertigo of Bliss corrió a cargo del dibujante de cómics Milo Manara. A pesar de que fue algo polémica, la revista ShortList la incluyó en su lista de "las 50 mejores portadas de todos los tiempos", diciendo que la "erótica y controvertida" portada acercó incluso más al pequeño pero fiel grupo de seguidores.

## Recepción
En general, las reseñas del álbum fueron positivas. Betty Clarke del periódico The Guardian le otoró cuatro de cinco estrellas, diciendo que es "creativo y sublime". Elogió particularmente los sencillos "Questions and Answers" y "Eradicate the Doubt".

## Lista de canciones
Todas las letras escritas por Simon Neil, toda la música compuesta por Biffy Clyro. 
| N.º | Título                                                                        | Duración |  |
| 1.  | «Bodies in Flight»                                                            | 5:17     |  |
| 2.  | «The Ideal Height»                                                            | 3:41     |  |
| 3.  | «With Aplomb»                                                                 | 5:29     |  |
| 4.  | «A Day Of...»                                                                 | 2:24     |  |
| 5.  | «Liberate the Illiterate/A Mong Among Mingers»                                | 5:28     |  |
| 6.  | «Diary of Always»                                                             | 4:04     |  |
| 7.  | «Questions and Answers»                                                       | 4:02     |  |
| 8.  | «Eradicate the Doubt»                                                         | 4:26     |  |
| 9.  | «When the Faction's Fractioned»                                               | 3:36     |  |
| 10. | «Toys, Toys, Toys, Choke, Toys, Toys, Toys»                                   | 5:28     |  |
| 11. | «All the Way Down: Prologue Chapter 1»                                        | 6:43     |  |
| 12. | «A Man of His Appalling Posture»                                              | 3:25     |  |
| 13. | «Now the Action Is on Fire!» (features hidden track "Ewen's True Mental You") | 8:01     |  |

| 2012 remastered edition bonus tracks |                                             |          |  |
| N.º                                  | Título                                      | Duración |  |
| 14.                                  | «Ewen's True Mental You»                    | 1:37     |  |
| 15.                                  | «...And with the Scissorkick Is Victorious» | 5:24     |  |
| 16.                                  | «Do You Remember What You Came For?»        | 3:31     |  |
| 17.                                  | «Good Practice Makes Permanent»             | 4:19     |  |
| 18.                                  | «Let's Get Smiling»                         | 3:04     |  |
| 19.                                  | «Muckquaikerjawbreaker»                     | 4:10     |  |
| 20.                                  | «I Hope You're Done»                        | 3:40     |  |

## Personal
| Biffy Clyro - Simon Neil – Voz, guitarra, producción - James Johnston – bajo, voz, producción - Ben Johnston – batería, voz, producción Músicos adicionales - Kimberlee McCarrick – violçin (pistas 1, 3 y 14) - Martin McCarrick – violonchelo (pistas 1, 3 y 14) | Personal técnico - Chris Sheldon – producción, grabación e ingeniería (todas las pistas excepto de 17–20), mixing - Phil English – ingeniería - Sam Miller – ingeniería - DP Johnson – producción (pistas 17–20) - S.A.G. – producción (pistas 17–20) - Chris Blair – masterización - Phil Lee – diseño gráfico - Stefan De Batselier – fotografía - Milo Manara – ilustraciones |